# Edy Schütz
Edy Schutz (Tétange, 15 mei 1941) is een voormalig Luxemburgs wielrenner. Hij was beroepsrenner tussen 1965 en 1971.

## Belangrijkste overwinningen
1964
- Ronde van Oostenrijk (amateur)
- Flèche du Sud
- Ronde van Oostenrijk

1965
- Nationaal kampioenschap op de weg
- Flèche du Sud

1966
- Nationaal kampioenschap op de weg
- 1e etappe Ronde van Luxemburg
- 2e etappe Deel A Ronde van Luxemburg
- eindklassement Ronde van Luxemburg
- 18e etappe Ronde van Frankrijk

1967
- Nationaal kampioenschap op de weg
- 2e etappe Deel A Ronde van Luxemburg

1968
- Nationaal kampioenschap op de weg
- 4e etappe Deel B Ronde van Luxemburg
- Ronde van Luxemburg

1969
- Nationaal kampioenschap op de weg

1970
- Nationaal kampioenschap op de weg
- eindklassement Ronde van Luxemburg

1970
- Nationaal kampioenschap op de weg

## Resultaten in voornaamste wedstrijden
| Jaar | Ronde van Italië | Ronde van Frankrijk | Ronde van Spanje |
| ---- | ---------------- | ------------------- | ---------------- |
| 1966 |                  | 34e (1)             |                  |
| 1967 |                  | opgave              |                  |
| 1968 |                  | opgave              |                  |
| 1969 |                  | 15e                 |                  |
| 1970 |                  | 38e                 |                  |
| 1971 |                  | 55e                 |                  |

| Jaar | Milaan-San Remo | Gent-Wevelgem | Ronde van Vlaanderen | Amstel Gold Race | Waalse Pijl |
| ---- | --------------- | ------------- | -------------------- | ---------------- | ----------- |
| 1966 |                 |               |                      |                  |             |
| 1967 |                 |               |                      |                  |             |
| 1968 | 8e              |               | 43e                  |                  |             |
| 1969 |                 | 84e           |                      |                  |             |
| 1970 |                 |               |                      |                  |             |
| 1971 |                 | 47e           | 71e                  | 34e              | 7e          |

## Ploegen
- 1965 – Flandria-Roméo
- 1966 – Roméo-Smith’s
- 1967 – Roméo-Smith’s
- 1968 – Molteni
- 1969 – Molteni
- 1970 – Molteni
- 1971 – Flandria-Mars